# سيزار إيسيلا
خوليو سيزار إيسيلا (بالإسبانية: Julio César Isella) وتعرف اختصارا باسم César Isella (بالإسبانية: César Isella)، (20 أكتوبر 1938 بسالتا، الأرجنتين - 28 يناير 2021)، هو مغني، كاتب أغاني وملحن للموسيقى التقليدية أرجنتيني. إنظم إلى فرقة رجال الحدود (بالإسبانية: Los Fronterizos) من 1956 إلى 1966. وهو مكتشف المغنية سوليداد باستوروتي. كتب أغنية أغنية مع الجميع (بالإسبانية: Canción con todos) والتي أصبحت فيما بعد نشيد أمريكا اللاتينية. فاز بجائزة أفضل تلحين تقليدي الغناء هو الكلام (بالإسبانية: El cantar es andar) في مهرجان فينيا ديل مار الدولي للموسيقى سنة 2010.

## حياتها

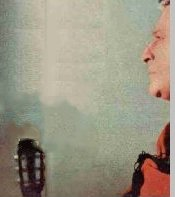
سيزار إيسيلا. صورة من ألبوم "لقد عدت"

سنة 1947، عندما كان في عمره 9 سنوات، فاز بمسابقة أسبوعية للغناء، فاز ب7 مرات متتالية.
انظم إلى فرقة رجال الحدود  سنة 1956، وسجل معهم 5 أغاني، الحياة البرية (بالإسبانية: La fiera)، Se lo llevó el carnaval، غويتارنيادو (بالإسبانية: Guitarreando)، قلب الإيتار (بالإسبانية: Corazón guitarrero)، عناق التيارات (بالإسبانية: Un abrazo a Corrientes).
في 1964، شارك في التسجيل التاريخي الأصلي قُدَاس كريول من قبل أرييل راميريز.
غادر الفرقة سنة 1966 ليبدأ مشواره الفردي تحت اسم سيزار إيسيلا الذي فاجأ الجمهور به لأن الفرقة كانت في قمة النجاح بعد أغنية قُدَاس كريول.
أصدر ألبومه الأول سنة 1968 تحت اسم لقد عُدت . في 1969، لحن أغنية أغنية للجميع ' (بالإسبانية: Canción con todos) والذي اخترته اليونسكو نشيدا لأمريكا اللاتينية وتُرجم ل30 لغة بالعالم.